# فورد اف - سلسلة الجيل الرابع
فورد اف - سلسلة الجيل الرابع (بالإنجليزية: Ford F-Series fourth generation)‏ هي سيارة من صناعة شركة فورد أنتجت في 1961 وتوقف إنتاجها في 1966.

## معرض صور

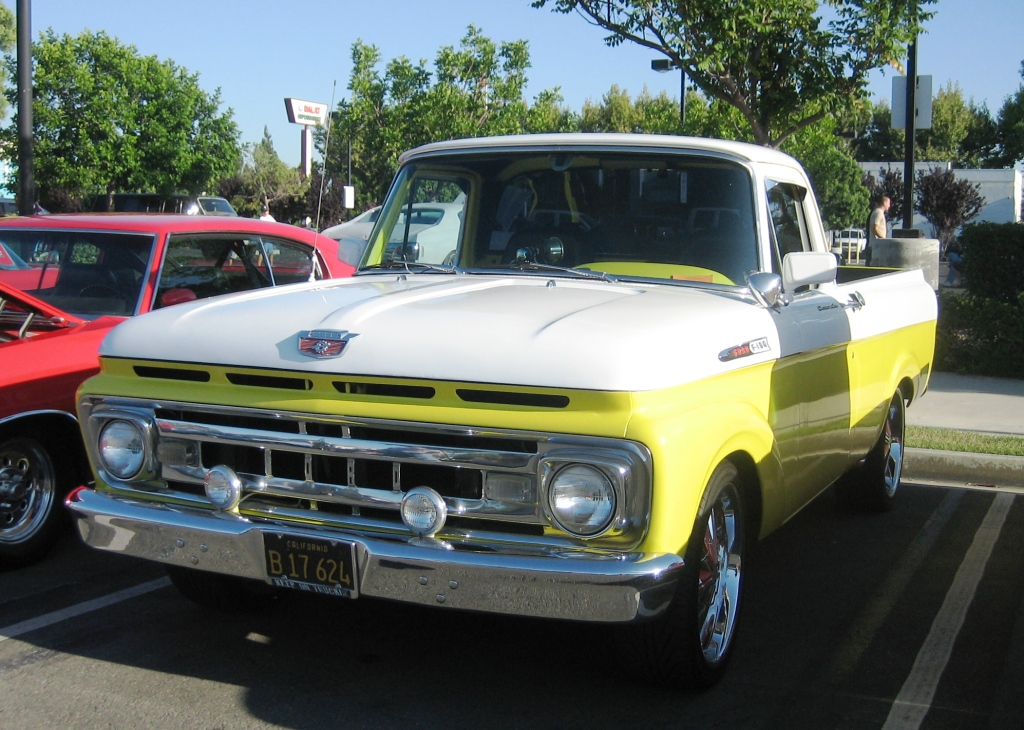
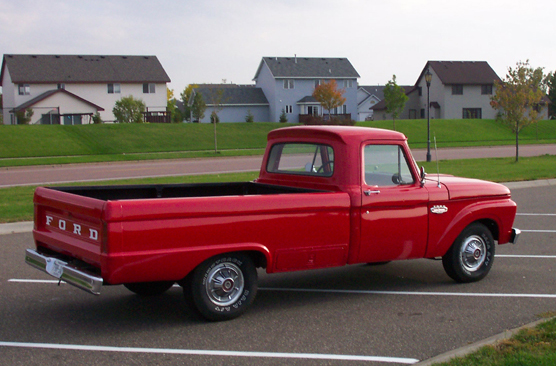
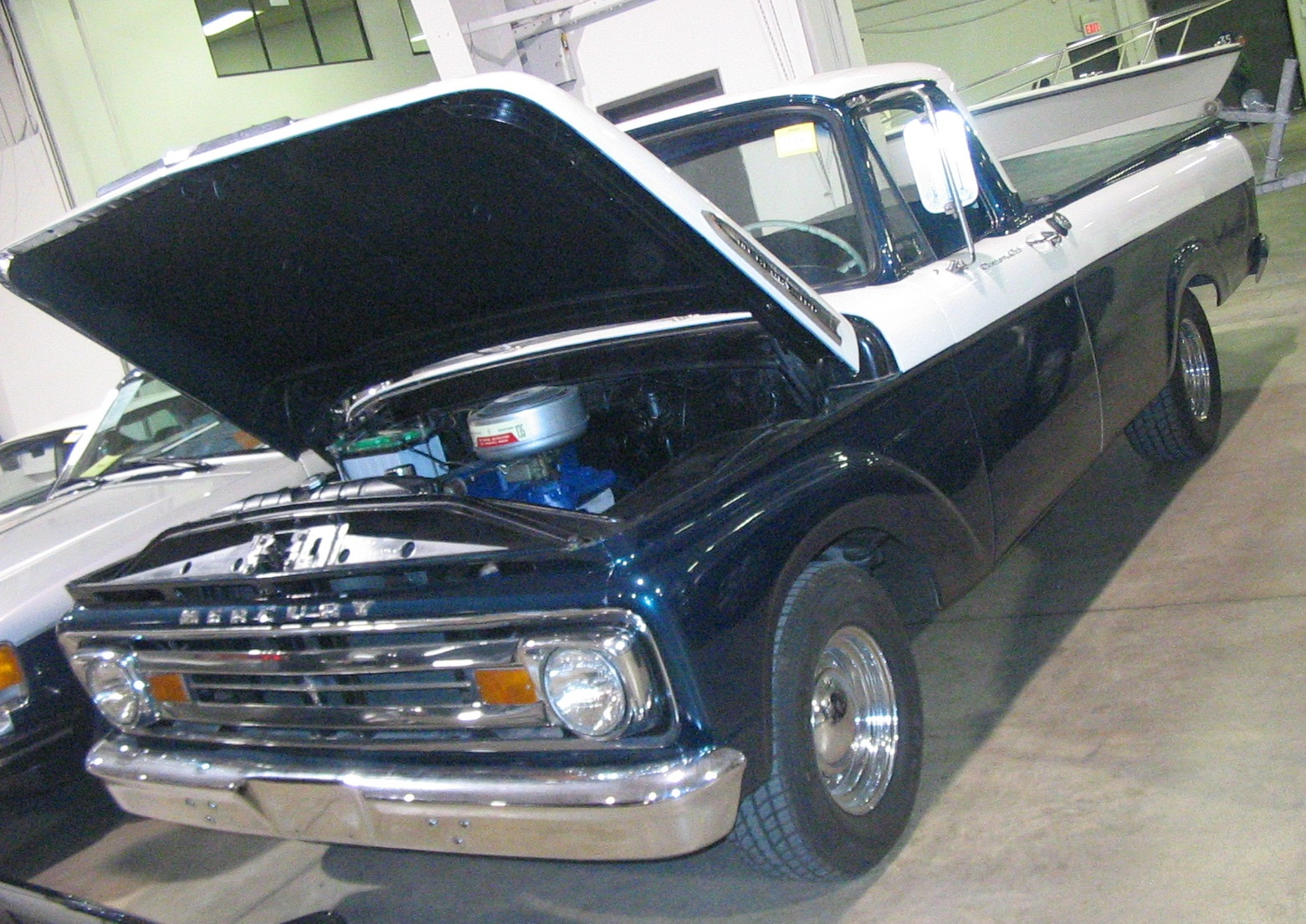
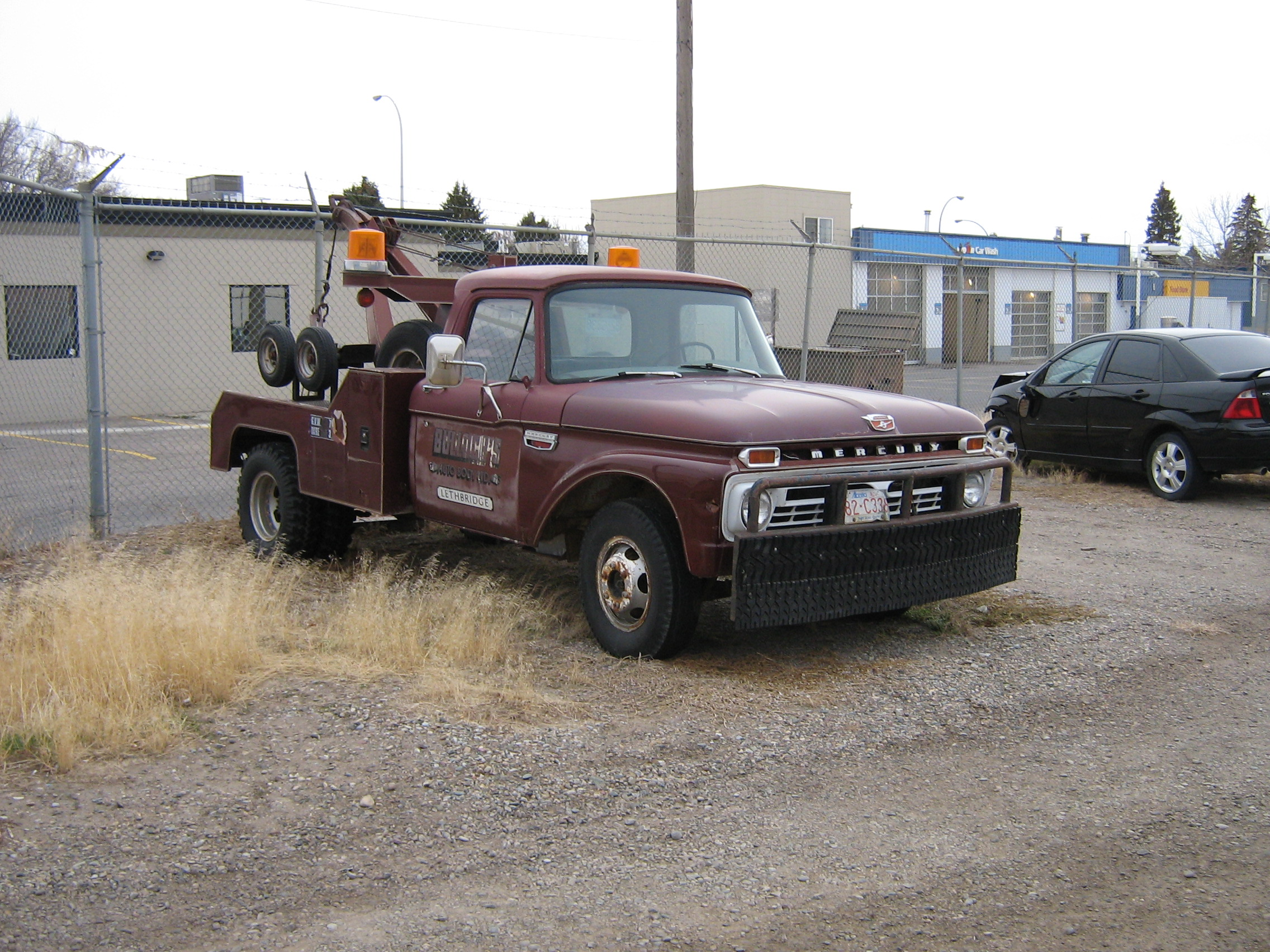
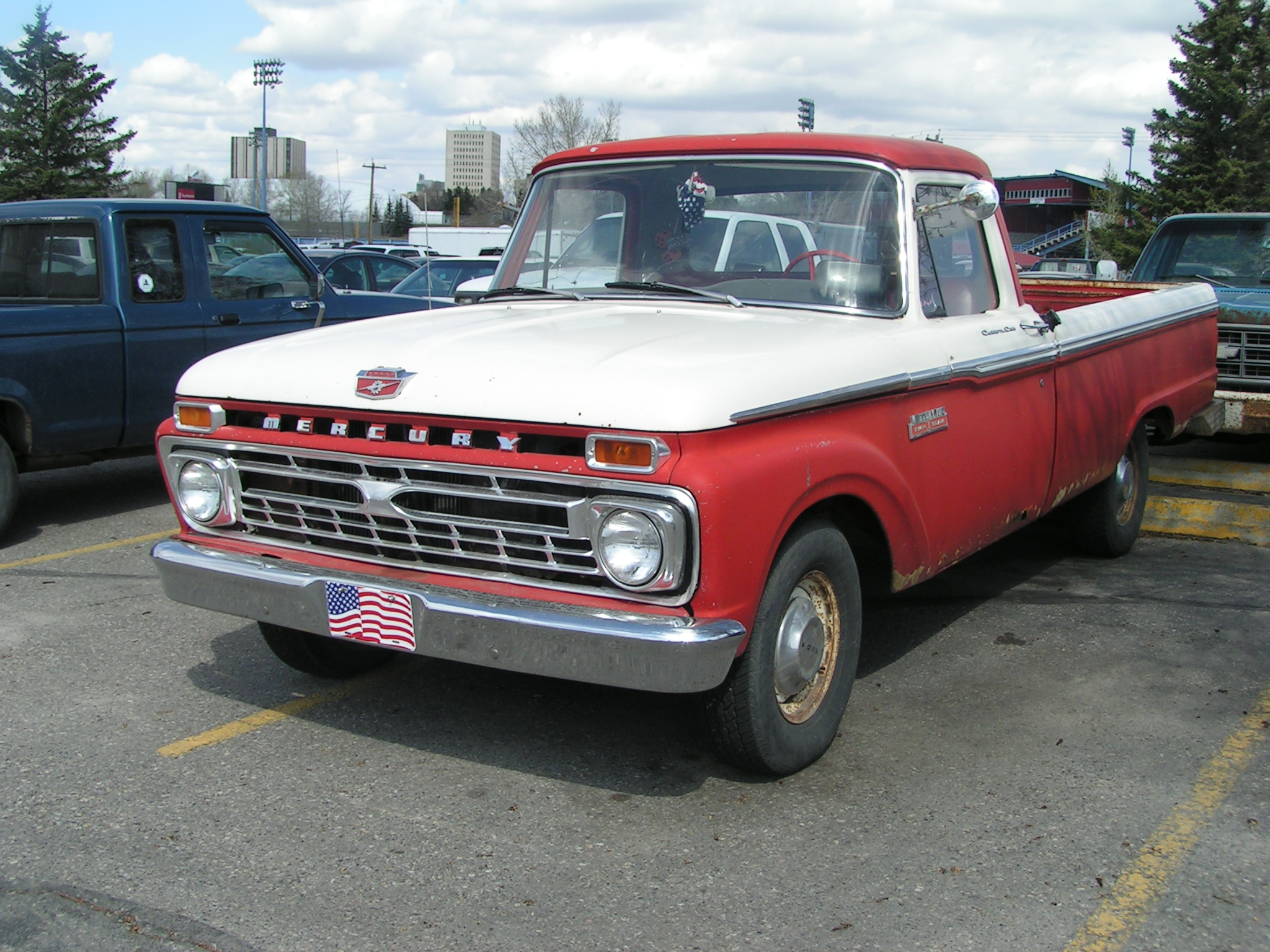